# Comissão Administrativa dos Aproveitamentos Hidráulicos da Madeira
A Comissão Administrativa dos Aproveitamentos Hidráulicos da Madeira (CAAHM) foi um organismo técnico-administrativo criado a 21 de Outubro de 1943 com a incumbência de promover e orientar a execução do plano geral de novos aproveitamentos hidroagrícolas e hidroeléctricos no arquipélago da Madeira e superintender na administração e direcção das obras, ao mesmo tempo que outro diploma definia o regime a que ficariam sujeitos tais aproveitamentos sendo o seu primeiro Director o Engº Manuel Rafael Amaro da Costa.

## Projectos e Obras
As levadas foram das obras de maior significância da comissão